# Lac Basserode
Pour les articles homonymes, voir Basserode.
Le lac Basserode est un plan d'eau douce de la partie Sud de la ville de Rouyn-Noranda, dans la région administrative de l’Abitibi-Témiscamingue, dans la province de Québec, au Canada.
La foresterie s’avère la principale activité économique du secteur ; les activités récréotouristiques, en second. La navigation de plaisance est particulièrement développée dans l’ensemble des plans d’eau entourant le lac Simard (Témiscamingue) et le lac des Quinze (Témiscamingue).
Annuellement, la surface de la rivière est généralement gelée de la mi-novembre à la fin avril, néanmoins, la période de circulation sécuritaire sur la glace est habituellement de la mi-décembre au début d’avril.

## Géographie
Les principaux bassins versants voisins du lac Basserode sont :
- côté nord : ruisseau Desjardins, Baie Caron du lac Kinojévis, rivière Kinojévis ;
- côté est : rivière Kinojévis, rivière des Outaouais ;
- côté sud : lac Roger (Rémigny), lac Beaudry, rivière des Outaouais ;
- côté ouest : Baie Caron du lac Kinojévis, lac Barrière, lac Rémigny.

Ce lac épouse plus ou moins le profil d’une tête de loup hurlant la gueule ouverte et la tête orientée vers le Nord. Ce lac qui a une longueur : 6,4 km dans le sens Nord-Sud, comporte deux presqu’îles s’avançant sur  :
- 1,0 km vers le sud-est à partir de la rive nord-ouest ;
- 0,9 km vers l’ouest à partir de la rive est.

Le lac Basserode s’approvisionne d’un ensemble de ruisseaux, notamment : décharge du lac du Caribou, ruisseau Desjardins.
Le lac Basserode se déverse par sa rive Sud dans une décharge d’une longueur de 1,1 km laquelle rejoint la rive Nord du lac Roger (Rémigny) (longueur : 16,5 km) que le courant traverse sur 5,9 km vers le Sud, jusqu’à son embouchure qui se déverse vers l’Est dans la rivière Roger laquelle forme un crochet vers le Nord en son milieu et va se déverser sur la rive Ouest de la rivière des Outaouais..
L’embouchure du lac Basserode est localisé dans la partie Sud de Rouyn-Noranda, à :
- 9,8 km au nord-ouest de l’embouchure de la rivière Roger ;
- 5,9 km au nord de l’embouchure du lac Roger (Rémigny) ;
- 49,3 km au nord-est du Barrage des Quinze, érigé à l’embouchure du lac des Quinze (Témiscamingue) ;
- 32,6 km au nord-est du centre du village de Rémigny ;
- 40,6 km au sud-est du centre-ville de Rouyn-Noranda[1].

## Toponymie
Jadis, ce plan d’eau était désigné « lac Desjardins ». Le terme « Basserode » constitue un patronyme d'origine française.
Le toponyme « lac Basserode » a été officialisé le 5 décembre 1968 par la Commission de toponymie du Québec, soit lors de sa création.